# 特爾戈維什特市鎮
43°14′N 26°33′E / 43.233°N 26.550°E

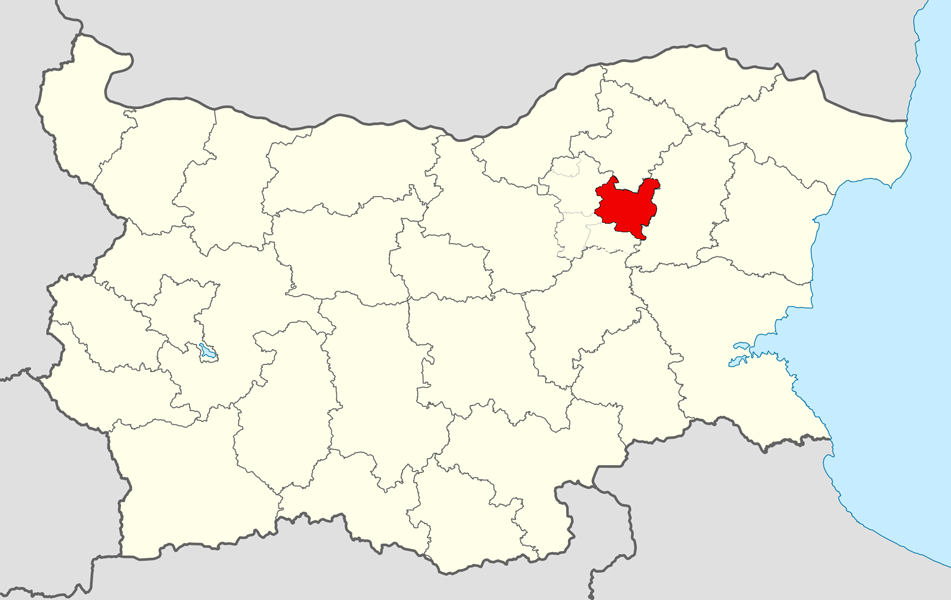

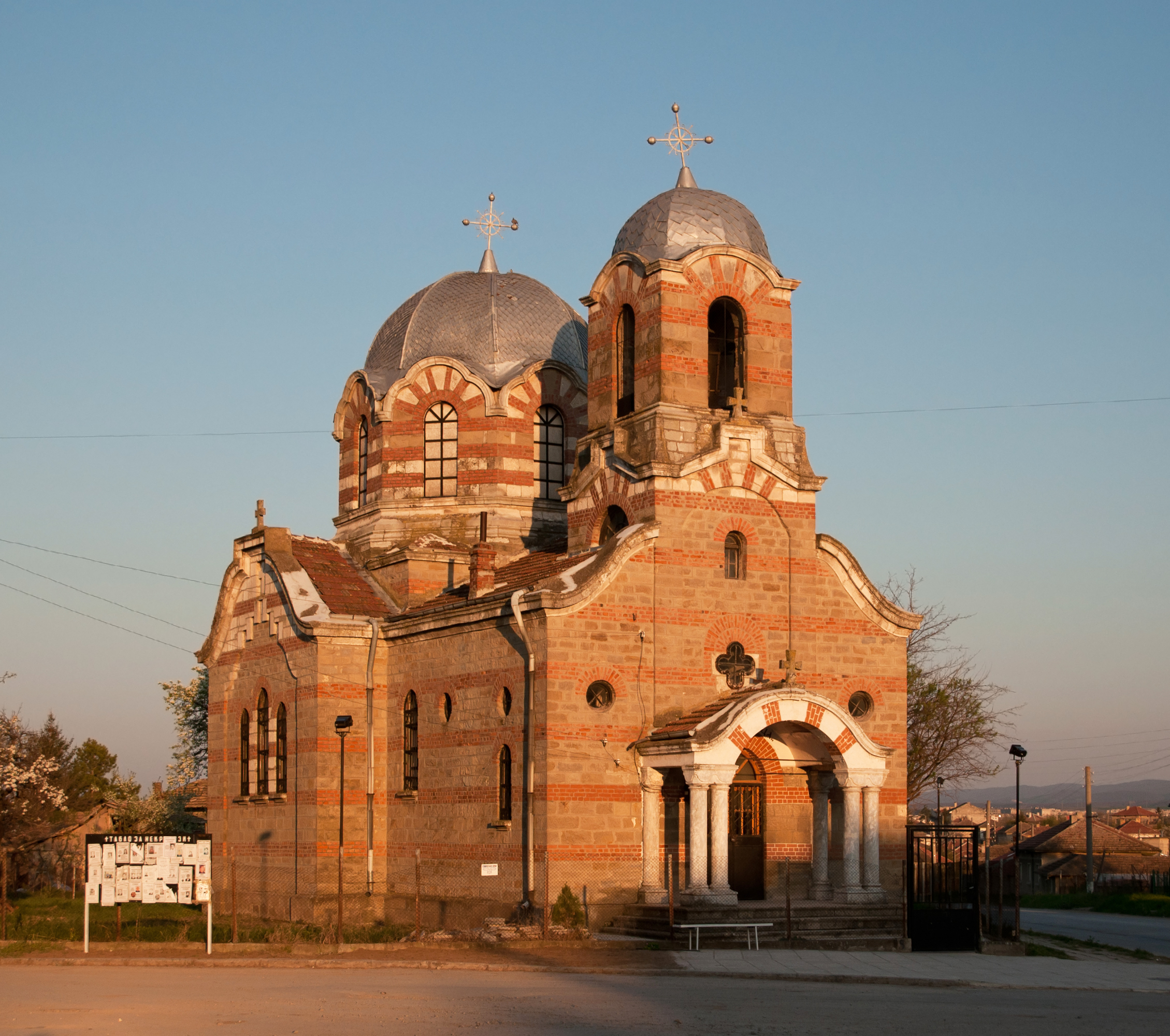

特爾戈維什特市，是保加利亞的城鎮，位於該國東北部，由特爾戈維什特州負責管轄，首府設於特爾戈維什特，面積872平方公里，2009年人口60,497，人口密度每平方公里69.38人。